# NGC 7829
NGC 7829 је прстенаста галаксија у сазвежђу Кит која се налази на NGC листи објеката дубоког неба.
Деклинација објекта је - 13° 25' 16" а ректасцензија 0h 6m 29,1s. Привидна величина (магнитуда) објекта NGC 7829 износи 13,9 а фотографска магнитуда 14,9. NGC 7829 је још познат и под ознакама MCG -2-1-25, VV 272, ARP 144, PGC 488.